# Sumner (Automobilhersteller)
Sumner war ein US-amerikanischer Hersteller von Automobilen.

## Unternehmensgeschichte
Harry Sumner betrieb das Unternehmen als mechanische Werkstätte in Cincinnati in Ohio. Zwischen 1901 und 1902 stellte er einige Automobile her. Der Markenname lautete Sumner.

## Fahrzeuge
Sumner ging auf Kundenwünsche ein. Die Fahrzeuge hatten einen Ottomotor. E. V. Wilbern gab an, dass er mit einem dieser Fahrzeuge die Strecke von Cincinnati nach Hamilton, immerhin 48 km, in 55 Minuten gefahren sei.
Anfang 1902 entstand ein weiteres Fahrzeug für Wilbern. Es war ein offener Tourenwagen mit sechs Sitzen. Wilbern plante damit eine Fahrt um die Welt. The Cincinnati Enquirer berichtete am 11. Juni 1902 über die Pläne.